# Francis Vanverberghe
Francis Vanverberghe (Marseille, 3 maart 1946 - Parijs, 27 september 2000) was een Frans-Belgisch mafiabaas.
Wegens zijn familienaam werd Francis Vanverberghe algemeen Francis le Belge genoemd. Zijn vader was van Belgische afkomst. Vanverberghe was nauwelijks 18 toen hij zijn eerste veroordeling opliep. Hij hield vol en klom op in de hiërarchie van de Franse misdaad, in het milieu van de Zuid-Franse havenstad Marseille. Daar werd hij een niet te omzeilen peetvader van de georganiseerde criminaliteit, die zich bezighield met drugs, prostitutie en andere illegale praktijken. Een andere peetvader was Tany Zampa, van wie de ouders Napolitaanse migranten in Marseille waren.
Vanverberghe zat 12 jaar in de gevangenis. De Oscar-winnende film The French Connection is gedeeltelijk gebaseerd op de werkzaamheden van de bende van Vanverberghe.
Op 27 september 2000 werd hij neergeschoten in zijn woonplaats Parijs, door een huurmoordenaar van een rivaliserende bende.